# Geoffroy Garétier
Geoffroy Garétier, né le 11 septembre 1964 à Niort (Deux-Sèvres, France), est un journaliste français spécialisé dans le sport, également blogueur, auteur et homme de télévision.

## Biographie
Geoffroy Garétier a été reporter au Journal du dimanche ; il a été également rédacteur en chef à l’Équipe. Consultant sur Canal+, il y a introduit la notion de « footballogie » .
Depuis juin 2010, il intervient sur une base multi-hebdomadaire sur les différentes antennes du Groupe Canal+. En particulier dans Les Spécimens sur Canal+ Sport, présentés par Nathalie Iannetta, où il se distingue par ses chroniques et statistiques décalées, et Les Décodeurs sur Infosport+ présentés par Nicolas Tourriol.
Il participe au Late Football Club sur Canal+ Sport. 
Geoffroy Garétier est l'auteur de l'ouvrage « C'est joué d'avance », aux éditions Prolongations, publié avant l'Euro 2008. Il y a présenté une conception prédictive de l'analyse sportive et footballistique, en y mêlant des notions empruntées aux sciences humaines.
Il est également ponctuellement consultant au Canal Football Club.